# Таиса Египатска
Таиса Египатска (5. век) је хришћанска светитељка. 
Спомен у православној цркви празнује се 10. маја по јулијанском календару.

## Биографија
Таиса, је као ћерка побожних родитеља, остала сироче. Све своје богатство потрошила је на добротворне сврхе, укључујући и омогућавање монасима да остану у њеној кући. Када је њено богатство било исцрпљено, почела је да се дружи са лошим људима и престала је да води хришћански живот. Монаси су, сазнавши за то, послали аву Јована Колова да помогне Таисији, у спомен на добро које је учинила.
Ушавши у кућу, старешина седе близу Таисије; затим, погледавши у њено лице и дубоко удахнувши, погнуо је главу и почео да плаче.
Тада је Таисија упитала старца: "Часни оче! шта плачеш?". Старац јој је одговорио: „Видим како ти сатана игра на лицу; Како да не плачем? Зашто ниси хтео да за младожењу имаш Господа нашег Исуса Христа, Најчеснијег и Бесмртног Женика? Зашто си презрела Његов дом и предала се Сатани? Зашто поступаш по његовим лошим делима?"
Чувши такве речи, Таисија је била дирнута, јер су речи старца за њу биле као огњена стрела која је пробола њено срце. Одмах се у њој јавила одвратност према свом грешном животу; почела да се стиди себе и својих грешних дела. 
Таисија је упитала Јована да ли постоји могућност да се покаје и, добивши потврдан одговор, пристала је да га следи. Одвео ју је у пустињу; Следећег јутра нашао ју је мртву и растужио се: није стигла да се причести и покаје. Тада му се открио глас са Неба: „Њено покајање, донето у једном часу, пријатније је од дуготрајног покајања; јер у овом другом случају покајници немају такву топлину у срцу“. Јован је извршио сахрану Таисе, а по повратку у манастир испричао је монасима њено покајање.
Дуготрајно житије ове светитељке налази се у Житији светих светог Димитрија Ростовског, сви други извори се упућују на њега. Успомена на Свету Таисију 10. маја се не празнује у другим православним црквама. 